# Estádio Municipal Tenente Carriço
O Estádio Municipal Tenente Carriço, conhecido por "Tenentão", é um estádio de futebol localizado na cidade de Penápolis, no estado de São Paulo, é administrado pelo Clube Atlético Penapolense e tinha capacidade de 4.769. Mas foi expandida para 8.769 pessoas devido a uma série de reformas no estádio.
O estádio foi inaugurado em outubro de 1928, um jogo entre o Penápolis FC e o Corinthians de Penápolis, o popular Esmaga-Sapo, o jogo terminou com a vitória dos donos da casa por 1 a 0.